# Městská hromadná doprava ve Slovinsku

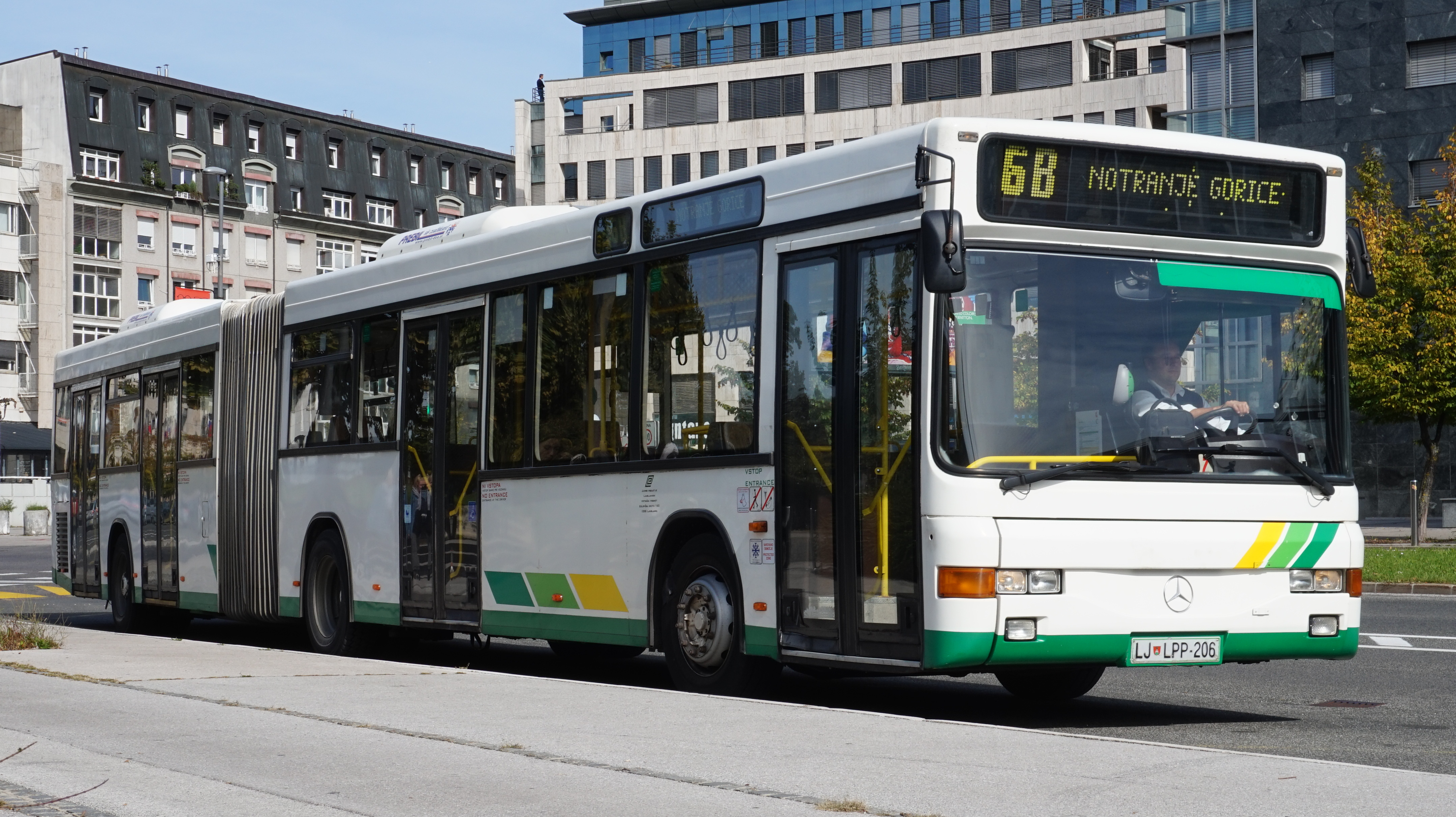
Nízkopodlažní autobus v Lublani.

Městská hromadná doprava ve Slovinsku je zajišťována dnes výhradně autobusy. V zemi se nenachází ani jedna tramvajová či trolejbusová síť.
Původně existoval v hlavním městě také i tramvajový a trolejbusový provoz. První z nich fungoval od roku 1901, tramvajová síť se postupem času rozrostla až na 21 km. Po 2. světové válce byly pokusy o obnovu systému, nicméně vzhledem k obecnému nezájmu začal tramvajový provoz upadat, až byl v roce 1958 jeho provoz úplně ukončen. Systém trolejbusů fungující mezi rokem 1951 a 4. zářím 1971 měl tramvaje nahradit, nicméně kvůli technickým problémům byl i jeho provoz ukončen. Autobusy se začaly pro městskou dopravu významněji používat v roce 1950.
V současnosti existují úvahy o obnově tramvajového provozu v Lublani. V první fázi by měly vzniknout dvě tratě, severojižní Črnuče – Dolgi Most, která kopíruje současnou trasu linky 6, a západovýchodní Stanežiče – Zalog.
Trolejbusový provoz existoval také v Piranu (zdejší trolejbusy ale zajížděly i do Portorože). Místní provoz fungoval již od 24. října 1909. Provoz byl ukončen v roce 1911, kdy město získalo koncesi na výstavbu tramvajové tratě. Ta byla v provozu až do 31. srpna 1953.